# Podmorski vulkan
Podmorski vulkani su podvodne pukotine u Zemljinoj kori iz kojih izlazi magma. Procjenjuje se da iz njih izađe 75 % od sve magme koja izađe iz Zemljine unutrašnjosti. Većina ih je smještena u blizini mjesta sraza tektonskih ploča koja se nazivaju i srednjooceanskim hrbatom. Premda ih se većina nalazi u dubinama oceana, neki su bliže površini mora pa ponekad mugu izbacivati materijal u zrak. U blizini podmorskih vulkana često se nalaze hidrotermalni izvori gdje je bioraznolikost vrlo naglašena.
Voda znatno utječe na svojstva vulkanske erupcije i njom prouzročenih eksplozija. Voda je dobar vodič topline pa se magma znatno brže skrutnjuje i tako stvara vulkansko staklo. Na dubinama većim od oko 2200 m pri kojima je tlak veći od 22,09 MPa voda više ne ključa nego postaje superkritičan fluid. U nedostatku zvukova ključanja podmorske vulkane je vrlo teško otkriti s veće udaljenosti upotrebom hidrofona.
Lava koju stvaraju podmorski vulkani je znatno različita od lave na kopnu. U dodiru s morem stvara se čvrsta kora oko lave čime se pospješuje napredovanje lave u ovu koru pa nastaju oblici poznati kao jastučasta lava.
Još se vrlo malo zna o smještaju i aktivnosti podmorskih vulkana. Podmorski vulkan Kolumbo u Egejskom moru otkriven je 1650. kad je erumpiravši usmrtio 70 ljudi na obližnjem otoku Santoriniju. U posljednje vrijeme najviše je u istraživanje ove geološke tvorevine ulagao odjel američkog ministarstva trgovine zadužen za proučavanje mora i atmosfere. Najzanimljivija su bila istraživanja tihooceanskog Vatrenog prstena. Znanstevnici su uz pomoć daljinski upravljanog plovila proučavali erupcije, naslage sumpora, crnih dimnjaka, ali i morskih organizama prilagođenih na najveće dubine i temperature u Marijanskoj brazdi.
Mnogi su podmorski vulkani podmorske planine koje su nastale djelovanjem danas ugaslih vulkana. Obično im je osnovica na 1000 - 4000 metara dubine te ih oceanografi definiraju planinama tek kad se od morskog dna uzdižu barem 1000 metara. Vrhovi su im pretežno barem nekoliko stotina metara od površine mora pa se smatra da su u dubokom moru. S morskog dna širom Zemlje uzdiže se 30 000 podvodnih planina. Tek ih je nekolicina istražena. Jedna od zanimljivih je planina je poznta pod imenom Bowie na tihooceanskoj strani Kanade koja se uzdiže do svega 24 metra od površine mora.
- Jastučasta lava
- Karta najvećih podmorskih planina
- Karta svijeta s označenim velikim vrući točkama
- Podmorske planine aljaškog zaljeva